# Kasimovien
| Systeem                                                              | Subsysteem (NW-Europa) | Etage (NW-Europa) | Serie (ICS)   | Etage (ICS) | Ouderdom (Ma) |
| -------------------------------------------------------------------- | ---------------------- | ----------------- | ------------- | ----------- | ------------- |
| Perm                                                                 | Rotliegend             | Autunien          | Cisuralien    | Asselien    | jonger        |
| Carboon                                                              | Silesien               | Stephanien        | Pennsylvanien | Gzhelien    | 298,9–303,7   |
| Carboon                                                              | Silesien               | Westfalien        | Pennsylvanien | Kasimovien  | 303,7–307,0   |
| Carboon                                                              | Silesien               | Westfalien        | Pennsylvanien | Moscovien   | 307,0–315,2   |
| Carboon                                                              | Silesien               | Westfalien        | Pennsylvanien | Bashkirien  | 315,2–323,2   |
| Carboon                                                              | Silesien               | Namurien          | Pennsylvanien | Bashkirien  | 315,2–323,2   |
| Carboon                                                              | Silesien               | Mississippien     | Serpukhovien  | 323,2–330,9 |               |
| Carboon                                                              | Dinantien              | Mississippien     | Viséen        | Viséen      | 330,9–346,7   |
| Carboon                                                              | Dinantien              | Mississippien     | Tournaisien   | Tournaisien | 346,7–358,9   |
| Devoon                                                               | Boven                  | Famennien         | Boven         | Famennien   | ouder         |
| Indeling van het Carboon gebruikt in Noord-Europa en volgens de ICS. |                        |                   |               |             |               |

Het Kasimovien is in de geologische tijdschaal een etage in het Boven-Carboon (Pennsylvanien). Het Kasimovien heeft een ouderdom van 307,0 ± 0,1 tot 303,7 ± 0,1 Ma. Het volgt op het Moscovien en ligt onder het Gzhelien. Het Moscovien is een internationaal gebruikte eenheid, die is vastgelegd door de ICS. In de Europese indeling van het Carboon komt het Kasimovien overeen met de top van het Westfalien.

## Naamgeving en definitie
Het Kasimovien is genoemd naar de Russische stad Kasimov. De etage werd in 1926 door Boris Dansjin (1891–1941) van het Moscovien afgesplitst onder de naam Teguliferina-horizont. In 1947 veranderde Dansjin de naam naar Kasimov-horizont. De naam Kasimovien werd in 1949 door Georgi Teodorovitsj ingevoerd.
Een golden spike was in 2007 nog niet vastgelegd.
De basis van het Kasimovien ligt bij de basis van de zone van de fusulina Obsoletes obsoletes en Protriticites pseudomontiparus of het eerste voorkomen van het Ammonieten-geslacht Parashumardites. De top ligt in de buurt van het eerste voorkomen van de fusulinida-geslachten Daixina, Jigulites en Rugosofusulina of het eerste voorkomen van de conodont Streptognathodus zethu.

## Biozones
Het Kasimovien kan worden verdeeld in drie biozones:
- Zone van Idiognathodus toretzianus
- Zone van Idiognathodus sagittatus
- Zone van Streptognathodus excelsus en Streptognathodus makhlinae